# Manicoré
Manicoré, amtlich Município de Manicoré, ist eine brasilianische Gemeinde im Südosten des Bundesstaats Amazonas mit zum 1. Juli 2021 geschätzten 57.405 Einwohnern. Mit einer Fläche von 48.315 km² ist die Gemeinde etwas größer als Niedersachsen.

## Lage und Verkehrsanbindung
Die Gemeinde liegt im Südosten des Bundesstaates. Der Hauptort befindet sich am rechten Ufer des Rio Madeira, unterhalb der Einmündung des Rio Manicoré. Wenige Kilometer oberhalb der Mündung reicht die BR-174, von der BR-319 kommend, ans linke Ufer des Madeira. Manicoré verfügt über einen Flughafen (IATA: MNX, ICAO: SBMY).

## Klima
Die Stadt hat tropisches Regenwaldklima, Af nach der Klimaklassifikation nach Köppen und Geiger. Die Durchschnittstemperatur ist 26,0 °C. Die Niederschlagsmenge liegt im Schnitt bei 2941 mm im Jahr.

## Geschichte
Während des 17. Jahrhunderts migrierten Angehörige der Ethnie Mura aus der Region Loreto in das Gebiet zwischen dem Rio Madeira und dem Rio Solimões. Bei seiner Expedition von 1637 bis 1639 kam der Portugiese Pedro Teixeira auch in diese Region. Im 18. Jahrhundert flohen Tenharim aus der Region des Rio Juruena in die Region.
1797 wurde auf Geheiß des Gouverneurs von Grão Pará die Siedlung Crato gegründet, 1858 die Freguesia de São João Batista do Crato. 1868 wurde die Freguesia in die Ansiedlung Manicoré transferiert und in Nossa Senhora das Dores de Manicoré umbenannt.
1877 wurde Manicoré zur Vila erhoben und ein Jahr später Sitz des Comarca Rio Madeira. Die Stadtrechte erhielt Manicoré 1896. Bei der Gründung des Munizips Novo Aripuanã im Jahr 1955 verlor die Gemeinde einen Teil ihres Territoriums.

## Bevölkerung
Nach der Zählung von 2010 lebten auf dem Gebiet der Gemeinde 47.017 Menschen, 26.668 im ländlichen Bereich, 20.349 davon im urbanen Bereich. 30.722 definierten sich als Farbige, 11.349 als Weiße, 2888 als Indigene, 1935 als Schwarze und 124 als Asiaten. 17.521 Menschen waren unter 15 Jahre alt, 9905 zwischen 15 und 25. Dabei liegt die Zahl für die Altersgruppe zwischen 0 und 4 Jahren deutlich höher als für die Altersgruppe von 20 bis 25. 5 Terras Indigenas der Ethnie Mura und 3 Terras Indigeas der Ethnie Tenharim. Isolierte Gruppen leben nicht in dem Gebiet der TIs.

## Wirtschaft
Im Jahr 2019 betrug das BIP 9741 Real pro Kopf. 2027 Personen oder 3,6 % der Bevölkerung waren als beschäftigt gemeldet. Landwirtschaft ist der größte Wirtschaftszweig mit einem Anteil von 129,4 Millionen Real, gefolgt von Dienstleistungen mit 111,9 Millionen Real und Industrie mit 47,1 Millionen Real. Der größte Einzelposten sind staatliche Leistungen wie Verwaltung, Bildung und öffentliche Gesundheit mit 233,1 Millionen Real.